# Disaster Movie
Disaster Movie is een Amerikaanse parodie op rampenfilms uit 2008 onder regie van Jason Friedberg en Aaron Seltzer. Deze werd genomineerd voor zes Razzie Awards, waaronder die voor slechtste film, slechtste script en slechtste regie.
Hoewel het officieel een productie is gericht op het voor gek zetten van rampenfilms, worden er ook films uit allerlei andere genres gepersifleerd, zoals Juno, 10,000 BC, Indiana Jones and the Kingdom of the Crystal Skull, No Country for Old Men, Superbad, Wanted, The Love Guru, Kung Fu Panda, High School Musical 3: Senior Year, Cloverfield, Hancock, Sex and the City, Step Up 2: The Streets, Hellboy, Enchanted,  Jumper, Night at the Museum, Alvin and the Chipmunks en Hannah Montana: The Movie.

## Verhaal
Na een vreemde nachtmerrie waarin Will 10.001 jaar voor Christus Amy Winehouse ontmoet, wordt hij bij het ontwaken geconfronteerd met een nog angstaanjagender iets: hij ziet zijn vriendin Amy bekomen van een nachtje vrijen met iemand die zeer veel gelijkenissen vertoont met de tv-ster geworden hiphopper Flava Flav. Wanneer Will zijn voor waar aangenomen apocalyptische ervaring deelt met Amy ziet zij dit als bindingsangst en besluit ze om de relatie te beëindigen. Kort nadien, wanneer Will op een feestje in New York tracht zijn hartenpijn te vergeten, wordt de stad geteisterd door aardbevingen, planetoïden, wervelwinden en een ijsstorm – dit alles in één nacht.

## Rolverdeling
| Acteur                 | Personage                                                                     |
| ---------------------- | ----------------------------------------------------------------------------- |
| Matt Lanter            | Will                                                                          |
| Vanessa Minnillo       | Amy                                                                           |
| Gary 'G Thang' Johnson | Calvin                                                                        |
| Nicole Parker          | Princess Giselle, Amy Winehouse, Jessica Simpson                              |
| Crista Flanagan        | Juno, Hannah Montana                                                          |
| Kim Kardashian         | Lisa                                                                          |
| Ike Barinholtz         | Wolf, Javier Bardem, Police Officer, Hellboy, Batman, Beowulf, Prince Caspian |
| Carmen Electra         | Mrs. Smith                                                                    |
| Tony Cox               | Indiana Jones                                                                 |
| Tad Hilgenbrink        | Prince Edward                                                                 |
| Nick Steele            | Underwear model                                                               |
| John Di Domenico       | Guru Shitka, Dr. Phil                                                         |
| Jason Boegh            | Carrie Bradshaw                                                               |